# 1004섬 신안 국제시니어바둑대회
1004섬 신안 국제시니어바둑대회는 한국기원이 주최하고 전남도와 신안군이 후원한다. 만 50세 이상 시니어기사들이 참가하며 16강 토너먼트로 펼쳐지는 개인전과 4개국 리그전으로 치뤼지는 단체전으로 진행된다.

## 상금
- 개인전 우승 상금은 5000만원이다.
- 단체전 우승 상금은 2000만원, 준우승 1500만원, 3위 1000만원, 4위 600만원이다.

## 대국규정
- 제한시간은 각각 30분에 30초 초읽기 3회씩 주어진다.
- 개인전 대진은 라운드별로 재추첨을 하지 않고, 개막식에 가진 추첨 대진이 그대로 이어진다.
- 단체전은 사전 제출한 각국의 1장, 2장, 3장 끼리 대결을 펼친다.
- 단체전 순위는 팀승수로 순위를 가리며, 팀승수가 동률일경우 개인승수>>1장 승수>>>2장 승수 순으로 순위를 가린다.

## 대회 결과
개인전
| 회수 | 연도 | 우승        | 전적 | 준우승             |
| ---- | ---- | ----------- | ---- | ------------------ |
| 1    | 2019 | 왕리청 九단 | 1-0  | 위빈 九단          |
| 2    | 2021 | 유창혁 九단 | 1-0  | 왕밍완 九단        |
| 3    | 2022 | 유창혁 九단 | 1-0  | 왕밍완 九단        |
| 4    | 2023 | 위빈 九단   | 1-0  | 요다 노리모토 九단 |

단체전(2019)
(순서는 1-3장 지명 순. 대국은 동일 지명끼리 대결.)
| 순위 | 국가     | 선수명단                                          | 전적   | 승수 |
| ---- | -------- | ------------------------------------------------- | ------ | ---- |
| 1위  | 대한민국 | 양재호 · 서봉수 · 유창혁                          | 2승1패 | 6승  |
| 2위  | 중국     | 류샤오광 · 위빈 · 루이나이웨이                    | 2승1패 | 6승  |
| 3위  | 일본     | 다케미야 마사키 · 고바야시 고이치 · 요다 노리모토 | 2승1패 | 4승  |
| 4위  | 대만     | 린하이펑 · 왕리청 · 왕밍완                        | 3패    | 2승  |

대한민국과 중국은 팀승수와 개인승수에서 동률을 기록했지만, 1장승수에서 양재호(3승)九단이 류샤오광(2승1패)九단에 앞서며 대한민국이 우승을 차지했다.